# Basia Gąsienica Giewont
Barbara Gąsienica Giewont (ur. 18 listopada 1991 w Zakopanem) – polska piosenkarka, tekściarka, kompozytorka, aktorka teatralna i musicalowa, która tworzy eksperymentalną elektroniczną alternatywną muzykę pop z elementami folku. Z wykształcenia kryminolog.

## Życiorys
Absolwentka Akademii Muzycznej w Krakowie. Laureatka m.in. nagrody Grand Prix na Międzynarodowym Festiwalu Edith Piaf. Ukończyła studia na Uniwersytecie Warszawskim na wydziale IPSiR, otrzymując dyplom kryminologa za pracę magisterską pt. „Zabójstwo w Kredyt Banku – study case”.
Współpracowała z Adamem Sztabą przy albumie Moje pocieszenie Andrzeja Brandstattera, nagrała duet z Grzegorzem Turnauem do albumu „Fabryka klamek”, śpiewała też na płycie Krajobraz Rzeczy Pięknych Andrzeja Zaryckiego. Pracowała z Andrzejem Poniedzielskim przy projekcie muzycznym Wywar z przywar. Występowała jako gość specjalny czeskiego zespołu Čechomor podczas koncertów w Czechach i Słowacji. Wzięła udział w projekcie Freddie Mercury rock-operowo. Grała Jasia w operze Engelberta Humperdincka Jaś i Małgosia oraz Serenę lub Enid w musicalu Legalna Blondynka (reż. Janusz Józefowicz). W warszawskim Teatrze Rampa była Królową w Rapsodii z Demonem i Prymuską w Wannie Archimedesa. Jako Emilia Wojtyła wystąpiła w musicalu o Janie Pawle II pt. Karol. W latach 2017–2019 wcielała się w postać Alice w musicalu Piloci w Teatrze Muzycznym Roma w Warszawie. Od 2020 występuje w tym teatrze jako Aida w musicalu o tym samym tytule.
W 2013 uczestniczyła w trzeciej edycji programu The Voice of Poland, docierając do etapu „bitew”. W 2020 za wykonanie utworu zespołu The Beatles „Love Me Do” otrzymała wyróżnienie w jednym z odcinków programu Szansa na sukces. Eurowizja 2020 wyłaniającego reprezentanta Polski w 65. Konkursie Piosenki Eurowizji.

## Single
- Ważka[4] (2013)
- O Świerszczach[5] (2016; gościnnie Grzegorz Turnau)
- Chicago[6] (2016)
- I Tak[7] (2018)
- Znajdź Mi[8] (2019; jako Bashka)
- W Kółko[9] (2019; jako Bashka)